# Cooper Hoffman
Cooper Hoffman (* březen 2003) je americký herec. Je synem hercem Philipa Seymour Hoffmana a kostýmérky Mimi O'Donnell. Poprvé se před kamerou objevil v roce 2021 ve filmu Lékořicová Pizza. Za roli získal nominaci na Zlatý glóbus.

## Filmografie
| Rok  | Název            | Role           | Poznámky |
| ---- | ---------------- | -------------- | -------- |
| 2021 | Lékořicová Pizza | Gary Valentine |          |

## Ocenění a nominace
| Rok  | Ocenění                  | Kategorie                        | Nominovaný za    | Výsledek  |
| ---- | ------------------------ | -------------------------------- | ---------------- | --------- |
| 2021 | National Board of Review | objev roku                       | Lékořicová Pizza | vítězství |
| 2022 | Zlatý glóbus             | nejlepší herec (muzikál/komedie) | Lékořicová Pizza | nominace  |